# Laurin & Klement A
Der Laurin & Klement A mit der Bezeichnung 6/7 HP war das erste Automobil dieses böhmischen Herstellers von Fahr- und Motorrädern. Es kam 1905 als 2-sitzige Voiturette moderner Konzeption heraus und war zu seiner Zeit als Kleinwagen einzuordnen.
Das Fahrzeug wurde nach damals im Herstellerland Österreich-Ungarn geltender Formel mit 6 Steuer-PS taxiert. Es war ein als Phaeton bezeichneter Rechtslenker. 
Der vorn längs eingebaute, wassergekühlte, seitengesteuerte Zweizylinder-V-Motor arbeitet nach dem Viertaktprinzip, hat einen Hubraum von 1005 cm³ und eine Leistung von 7 PS (5,2 kW). Er beschleunigte das 500 bis 550 kg  (je nach Quelle) schwere Fahrzeug bis auf 40 km/h (56 km/h nach anderer Quelle). Über das separate Dreiganggetriebe und eine für diese Zeit moderne Kardanwelle wird die Antriebskraft an die Hinterräder weitergeleitet. Der Rahmen des Wagens besteht aus genieteten Stahl-U-Profilen und ist vorn gekröpft. Der Radstand beträgt 1905 mm, die Spur 1150 mm.
Der Wagen hat Starrachsen, Halbelliptik-Blattfedern rundum und abnehmbare Holzspeichenräder (sogenannte Artillerieräder) der Dimension 700 × 80 mm.
Die Fußbremse wirkt auf die Getriebeausgangswelle, die Feststellbremse separat auf beide Hinterräder. Feststellbremshebel und Schalthebel sind außen rechts vom Fahrersitz angeordnet.
Im ersten Produktionsjahr wurden mindestens 44 Fahrzeuge gebaut. Der Typ A hatte keinen unmittelbaren Nachfolger, doch wurde ihm 1906 eine etwas größere Voiturette Typ B zur Seite gestellt.

## Weitere bekannte Voituretten (Auswahl)
- Adler 8 PS
- De Dion-Bouton Populaire
- Humber Humberette
- Lion-Peugeot VA
- Minerva Minervette
- Opel 4/8 PS
- Renault Type AX